# Дерлиш, Дидье
Дидье Дерлиш (фр. Didier Derlich; 22 апреля 1965, Мулен, департамент Алье, Франция — 4 августа 2000, Американский госпиталь Парижа, Нёйи-сюр-Сен, департамент О-де-Сен, Франция) — французский астролог

 и телеведущий, активист борьбы против СПИДа.

## Биография
Родился 22 апреля 1965 года в Мулене. На телевидении стал работать с середины 1980-х годов по инициативе Ги Лю на телепрограмме «Сегодня — завтра» (фр. C'est aujourd'hui demain), выходившей на телеканале France 3 и посвящённой паранормальным явлениям. Известность ему принесло вечернее телешоу «Священный вечер» (фр. Sacrée Soirée) с Жан-Пьером Фуко, где он в 1990-х годах работал астрологом.
30 марта 1989 года он оказался в центре грандиозного скандала, из-за которого надолго потерял авторитет в глазах телезрителей: во время трансляции программы «Медиа Медиум» (фр. Média Médium) на канале RTL к нему обратилась за помощью Сильви Фертон, у которой пропал родной сын Лоик несколько дней тому назад. Он решил помочь Сильви и заявил, что, по его астрологическим расчётам, ребёнок жив и найдётся в ближайшее время. Однако в тот же день во второй половине дня полиция обнаружила в реке безжизненное тело Лоика. После этого скандала телеведущий был немедленно уволен.
Он был вынужден объясниться перед СМИ по поводу случившегося и сознался, что предвидел гибель ребёнка, но не хотел говорить матери жестокую правду. Значительная часть общественности потребовала прекратить выпуски передач с телеведущим, обвиняя его в дилетантстве и неспособности предсказывать будущее. На долгое время он пропал с телеэкранов. Спустя некоторое время он вернулся на телевидение и устроился работать в программу «Священный вечер» в качестве астролога.
В октябре 1995 года на телеканале RTL телеведущий заявил, что болен СПИДом. Значительную часть времени ему пришлось посвятить своему лечению, а также участию в программах поддержки борьбы против СПИДа. В 1996 году он со своей командой участвовал в телешоу «Ключи от форта Байяр», где его команда установила два рекорда — разгромила подчистую мастеров игры в зале совета, выиграв 4:00 на сокровищницу, затем установила абсолютный рекорд выигрыша за одну игру — 148890 франков (примерно 22698 евро), перечислив деньги в фонд борьбы против СПИДа «S.A.F.E.». После этого, рекорд несколько раз был перебит.
Скончался 4 августа 2000 года в Нейи-сюр-Сен, похоронен на кладбище Рю-де-Пари в его родном городе Мулене.